# Italo Gariboldi
Italo Gariboldi (Lodi, 20 d'abril de 1879 – Roma, 3 de febrer de 1970) fou un oficial italià del Regio Esercito durant la II Guerra Mundial.

## Biografia
Nascut a Lodi el 1879, va estudiar a l'Acadèmia de Guerra i nomenat oficial el 1899. Va participar en la Campanya de Líbia (1911-1913 i a la Primera Guerra Mundial, en el transcurs de la qual va ser promocionat en dues ocasions per mèrits de guerra i guanyà una Medalla de Plata al Valor Militar. Al final de la guerra va ser president de la comissió per la delimitació de les fronteres de Iugoslàvia. Promogut a general, comandà l'Acadèmia Militar de Mòdena i l'Escola d'Aplicació de Parma.
El 1935, Gariboldi comandà la 30a Divisió d'Infanteria Sabauda al front nord durant la Segona Guerra Italianoetíop, sent governador d'Addis Abeba. La seva divisió formava part del I Cos, amb seu a Eritrea. Després que Itàlia derrotés a Abissínia (a l'actual Etiòpia) el 1936, Eritrea, Etiòpia i la Somalilàndia Italiana van ser unides per formar la colònia de l'Àfrica Oriental Italiana.

### Nord d'Àfrica
Entre 1939 i 1941, Gariboldi va ser un oficial de l'Exèrcit del Comandant Suprem al Nord d'Àfrica, Maresciallo dell'Aria Italo Balbo. Gariboldi comandà el 5è Exèrcit italià a la zona fronterera amb la Tunísia francesa. Després que finalitzés la batalla de França, el seu exèrcit passà a formar part del X Exèrcit a la frontera d'Egipte. El 1940, després de la dimissió de Rodolfo Graziani (un cop consumada la virtual destrucció del X Exèrcit durant l'Operació Brúixola), va ser nomenat Governador e Líbia i del 25 de març al 19 de juliol de 1941 fou Comandant Suprem de les Forces Armades italianes a l'Àfrica. Amb l'arribada a l'Àfrica de les tropes alemanyes del Deutsche Afrika Korps, Gariboldi va ser substituït a causa dels constants desacords amb Rommel, que no aprovava la intenció de Gariboldi d'atrinxerar-se a Trípoli. Va ser substituït per Ettore Bastico.

### Rússia
El 10 de juliol de 1942 va substituir Giovanni Messe en la comandància de l'Armata Italiana in Russia, també anomenada ARMIR o 8è Exèrcit Italià, a causa del continuat pessimisme de Messe. Va ser el seu comandant fins a la destrucció de l'exèrcit a la batalla de Stalingrad. L'1 d'abril de 1943 va rebre la Creu de Ferro alemanya.

### Itàlia
El 1943, Gariboldi es trobava a Itàlia quan el Rei Víctor Manuel III i el Mariscal Badoglio van deposar Mussolini i van signar l'armistici amb els aliats. Igual que molts d'altres militars italians, Gariboldi va ser fet presoner de guerra pels alemanys i condemnat a mort el 1944 com a traïdor.
A les darreries de 1944, Gariboldi va ser alliberat del seu captiveri pels Aliats. Amb el final de la guerra es retirà de la vida pública. Va morir a Roma el 1970 amb 90 anys i fou enterrat a Lodi, al sepulcre familiar.
El seu fill, Mario Gariboldi, seguí els passos del seu pare a l'Exèrcit, guanyant una Medalla de Plata al Valor Militar a la Unió Soviètica i arribant a major general a l'OTAN.

## Condecoracions
Comendador de l'Orde Militar de Savoia - 12 de novembre de 1936
 Oficial de l'Orde Militar de Savoia - 15 de maig de 1919
 Cavaller de l'Orde Militar de Savoia - 19 de setembre de 1918
 Medalla de Plata al Valor Militar - maig de 1918
 Medalla de Plata al Valor Militar - maig de 1918
 Creu al Mèrit de Guerra
 Gran Creu de l'orde de Sant Maurici i Sant Llàtzer
 Gran Oficial de l'orde de Sant Maurici i Sant Llàtzer
 Gran Creu de l'orde de la Corona d'Itàlia
 Comanador de l'orde de la Corona d'Itàlia
 Gran Creu de l'orde colonial de l'Estrella d'Itàlia
 Medalla commemorativa de la campanya d'Àfrica
 Medalla commemorativa de la guerra 1915-1918
 Medalla commemorativa de la Unitat d'Itàlia 1848-1918
 Medalla commemorativa italiana de la Victòria de 1918
 Medalla commemorativa de les operacions militars a l'Àfrica Oriental Italiana
 Medalla Commemorativa del Període Bèl·lic 1940-43
 Medalla Mauriciana al Mèrit pels 50 anys de Carrera Militar
 Creu per l'antiguitat al servei
 Promoció per mèrits de guerra
 Creu de Cavaller de la Creu de Ferro - 1 d'abril de 1943
 Orde del Servei Distingit